# Taurhynchus daraps
Taurhynchus daraps là một loài ruồi trong họ Asilidae. Taurhynchus daraps được Walker miêu tả năm 1849.